# Андреас Оттль
Андреас Оттль (нім. Andreas Ottl, нар. 1 березня 1985, Мюнхен) — німецький футболіст, півзахисник клубу «Аугсбург».
Насамперед відомий виступами за клуб «Баварія», а також молодіжну збірну Німеччини. 

## Клубна кар'єра
Народився 1 березня 1985 року в місті Мюнхен. Вихованець юнацьких команд футбольних клубів «Норд Лерхенау» та «Баварії».
У дорослому футболі дебютував 2003 року виступами за другу команду «Баварії», в якій провів чотири сезони, взявши участь у 78 матчах чемпіонату. 
Своєю грою за цю команду привернув увагу представників тренерського штабу основної команди «Баварії», до складу якої приєднався влітку 2007 року. Відіграв за мюнхенський клуб наступні чотири сезони своєї ігрової кар'єри. Більшість часу, проведеного у складі мюнхенської «Баварії», був основним гравцем команди. За цей час двічі виборював титул чемпіона Німеччини, двічі ставав володарем Кубка Німеччини, а також одного разу володарем Суперкубка Німеччини. Крім того з січні по липень 2010 року разом з одноклубником Брено Боржесом грав на правах оренди за «Нюрнберг».
21 травня 2011 року підписав контракт з «Гертою», проте в першому ж сезоні «Герта» вилетіла з Бундесліги і 6 червня 2012 року Оттль  а правах вільного агента покинув команду.
До складу клубу «Аугсбург» приєднався 9 липня 2012 року, підписавши дворічний контракт. Наразі встиг відіграти за аугсбурзький клуб 8 матчів в національному чемпіонаті.

## Виступи за збірні
Протягом 2004–2005 років залучався до складу молодіжної збірної Німеччини, разом з якою грав на юнацькому чемпіонаті Європи 2004 року і молодіжному чемпіонаті світу 2005 року. Всього на молодіжному рівні зіграв у 16 офіційних матчах, забив 2 голи.

## Титули і досягнення
- Чемпіон Німеччини (2):

«Баварія»:  2005–06, 2007–08
- Володар Кубка Німеччини (2):

«Баварія»:  2005–06, 2007–08
- Володар Кубка німецької ліги (1):

«Баварія»:  2007
- Володар Суперкубка Німеччини (1):

«Баварія»:  2010